# Wilhelm Keitel
Wilhelm Bodewin Johann Gustav Keitel (Helmscherode, 22 settembre 1882 – Norimberga, 16 ottobre 1946) è stato un generale e criminale di guerra tedesco.
Fu il capo dell'Oberkommando della Wehrmacht durante la seconda guerra mondiale e uno dei principali imputati al processo di Norimberga, dove venne giudicato colpevole di crimini di guerra e contro l'umanità e condannato a morte.

## Carriera militare
Nato da una ricca famiglia di proprietari terrieri, Wilhelm Keitel entrò nell'esercito imperiale prussiano nel 1901, dando presto prova del proprio valore sul campo. Partecipò infatti alla prima guerra mondiale con il grado di tenente di artiglieria, venendo ferito due volte e guadagnandosi la Croce di ferro di 1ª classe e l'Ordine di Hohenzollern.
Al termine della guerra rimase nei quadri dell'esercito, entrando a far parte, nel 1922, della Reichswehr, il piccolo esercito di soli centomila uomini, ultimo residuo dell'antica potenza militare prussiana, concesso alla Repubblica di Weimar in base alle clausole del trattato di Versailles. Keitel e i camerati della vecchia guardia non apprezzavano la repubblica e ancora onoravano e omaggiavano il kaiser Guglielmo II. Quando Adolf Hitler prese il potere ne divenne un fedele collaboratore ed esecutore sottomettendosi sempre alla sua ferrea volontà fino agli ultimi giorni della guerra.
Nel 1929, presso il ministero della guerra, diventava responsabile dell'ufficio di riorganizzazione di questo esercito per promuovere l'opera di riarmo: riorganizzazione chiaramente segreta perché illegale, in aperta violazione al trattato di pace. Negli anni successivi, Keitel inanellò numerose promozioni nelle gerarchie dell'esercito. Nel 1933 divenne Generalmajor, nel 1935 capo del Wehrmachtsamt, dipartimento delle forze armate, e nel 1940 fu promosso Generalfeldmarschall.
Ma l'anno in cui la fortuna di Keitel giunse al culmine fu quello successivo. Già dall'ascesa al potere dei nazisti, egli era stato uno dei membri del corpo degli ufficiali più vicini a Hitler e ai suoi accoliti. Nel 1938, Hitler dovette liberarsi per mezzo dello scandalo Fritsch-Blomberg dell'allora ministro della guerra, generale Werner von Blomberg, e del comandante in capo delle forze armate, generale Werner von Fritsch (in quest'ultimo caso tramite un'accusa di omosessualità, attraverso una montatura messa in piedi dal capo delle SS, Heinrich Himmler). Hitler temeva che Fritsch e Blomberg, legati alle vecchie tradizioni prussiane che sancivano l'indipendenza delle forze armate dal governo dello Stato, non sarebbero stati facilmente disposti a sottomettersi all'autorità del Führer. Nella campagna denigratoria che ne seguì e che portò alla rimozione dei due ufficiali, Keitel fu tra i principali responsabili.

### A capo dell'OKW
Per prevenire una rivolta delle alte gerarchie militari, indignate a causa di quel vero e proprio "colpo basso" ai danni delle due più alte personalità dell'esercito, Hitler, il 4 febbraio 1938, abolì di fatto il ministero della guerra, istituendo al suo posto l'ufficio dell'OKW, Oberkommando der Wehrmacht, il comando supremo delle forze armate. Egli investì allora lo stesso Keitel della carica di capo dell'OKW. L'opera di "nazificazione dei vertici delle forze armate" fu completata ponendo nelle altre posizioni chiave personaggi vicini al Führer o che comunque ne subivano l'ascendente: il generale Walther von Brauchitsch, già dal 1932 iscritto allo NSDAP, fu nominato comandante in capo dell'esercito; l'ammiraglio Erich Raeder, già sedotto dalle promesse del dittatore nazionalsocialista, comandante in capo della marina e Hermann Göring, braccio destro di Hitler e "numero due" del partito, già asso dell'aviazione durante il primo conflitto mondiale, divenne comandante in capo della Luftwaffe, l'aviazione militare. Lo Stato maggiore del generale Keitel ebbe il compito di mettere a punto e dare esecuzione ai piani delle future operazioni militari. Dopo neanche un anno della sua istituzione, progettò ed eseguì l'annessione dell'Austria (Anschluss), mentre pochi mesi dopo fu il turno della Cecoslovacchia.

### Rapporti con gli altri gerarchi
Nell'agosto 1939, a meno di un mese dallo scoppio della guerra, Keitel chiamò un suo vecchio amico, il generale Alfred Jodl, a presiedere l'Ufficio Comando e Operazioni dell'OKW. Benché fosse il "numero due" del Reich almeno nei quadri dell'esercito, Keitel era di indole arrendevole e fu sempre disposto ad assecondare la volontà inflessibile di Hitler senza riuscire mai a far valere le proprie ragioni di fronte al Führer. Fu probabilmente per questo aspetto caratteriale che riuscì sempre a conservare la propria carica fino all'ultimo, mentre innumerevoli altri ufficiali capaci furono allontanati dai loro posti in occasione delle prime sconfitte, colpevoli di non obbedire troppo entusiasticamente agli ordini del Reichskanzler: uno su tutti, Heinz Guderian.
Gli avversari di Keitel e molti dei suoi collaboratori non mancavano di indirizzargli pesanti ironie e feroci stilettate, attribuendo, non a torto, alla sua silenziosa acquiescenza anche di fronte ai più assurdi propositi del Führer gli innumerevoli disastri e le perdite subite dalla Wehrmacht. Era spesso indicato con epiteti dispregiativi, come "il generale signorsì", "General Jawohl" o addirittura "lacchè", in un gioco di parole "Lakeitel", poiché "lacchè" in tedesco è "Lakai". Benché fosse stato conquistato dall'ideologia nazionalsocialista - posizione non del tutto condivisa dalla maggioranza degli alti ufficiali - Keitel era pur sempre un militare di professione e certo fu più lucido di Hitler in occasione dei vari rovesci subiti dai tedeschi durante la guerra.

Keitel che firma la capitolazione tedesca agli Alleati

Hitler, che pure aveva assunto personalmente la carica di comandante supremo delle forze armate, non sapeva nulla di tattica e strategia militare e non voleva sentir parlare di ritirata, nemmeno quando questa sarebbe stata l'unica soluzione ragionevole. Questa sua ostinazione sul lungo periodo avrebbe comportato per la Germania perdite umane ingenti, che potevano essere evitate con una condotta di guerra più accorta. Ci fu, tuttavia, un'occasione in cui Keitel, sempre fedele esecutore delle direttive hitleriane, avanzò delle obiezioni. Nel dicembre 1941 Keitel, pressato dai comandanti militari impegnati nella campagna di Russia, osò per la prima e unica volta nella sua carriera opporsi a una decisione del Führer, proponendo che le truppe sfinite e male equipaggiate si ritirassero dalle posizioni davanti a Mosca per ricostituire un fronte più solido diversi chilometri indietro, in attesa che fosse possibile riprendere l'offensiva dopo la fine dell'inverno. Hitler lo aggredì con un "Lei è un imbecille", che lo portò a un passo dal suicidio. Pare che il generale Jodl lo avesse trovato intento a scrivere una lettera di dimissioni al capo del governo con una rivoltella posata al suo fianco. Jodl gli sottrasse la pistola e lo convinse, sembra senza incontrare troppa resistenza, a rinunciare ai suoi orgogliosi propositi per continuare a ingoiare le umiliazioni quotidiane impostegli dal dittatore, cosa che Keitel continuò poi stoicamente a fare fino alla fine.
Keitel svolse un ruolo importante nello sventare il complotto del 20 luglio 1944 contro Hitler. Dopo il suicidio del Führer, il 30 aprile 1945, fu per breve tempo membro del governo dell'ammiraglio Karl Dönitz. Nonostante si fosse fin da subito dichiarato contrario ad accettare la proposta di una resa incondizionata agli Alleati, toccò proprio a lui siglare, l'8 maggio 1945, l'atto di resa della Germania all'Unione Sovietica nel quartier generale del generale Georgij Žukov, a Berlino.

## Il processo di Norimberga
Arrestato a Flensburgo, il 12 maggio 1945, fu trasferito nel campo Ashcan e il 10 agosto portato a Norimberga, ove, a causa del suo grado, fu uno dei principali imputati al processo. Si dichiarò inizialmente non colpevole dei reati a lui mossi e si giustificò d'esser stato un soldato che eseguiva soltanto degli ordini. Si considerava un militare e accettava le responsabilità delle sue decisioni militari.
La vista dei crimini documentati in un film-documentario girato nei campi di concentramento e mostrato nell'aula del tribunale, fece luce sul suo vero ruolo e lo angosciò, non essendone mai stato a conoscenza. La maggior parte degli imputati disse che non era vero e che non l'avevano fatto loro, invece Keitel pianse quando gli si mostrò come i bulldozer ammucchiavano i corpi a Dachau. Avrebbe voluto rilasciare un'ultima dichiarazione ufficiale, ma Hermann Göring glielo impedì ed egli ubbidì, come sempre, al volere dei suoi superiori, fedele anche nella morte al giuramento di fedeltà prestato a Hitler. Provò un rimorso sincero, ma troppo tardi; la sua fu la dichiarazione più impressionante fatta da uno degli imputati al processo, ammettere d'esser colpevole e ad assumersene la responsabilità.
Accusato d'aver diramato ordini illegali contro le popolazioni dei paesi occupati e i prigionieri di guerra, Keitel fu riconosciuto colpevole di tutti i quattro capi di accusa a lui contestati e, condannato a morte, fu il secondo a esser impiccato, subito dopo Joachim von Ribbentrop, nelle prime ore del mattino del 16 ottobre 1946, dal boia statunitense John Chris Woods.
Keitel aveva però espresso il desiderio a Norimberga di essere fucilato come un soldato, invece d'esser impiccato, ma il tribunale rifiutò la proposta. Le sue ultime parole furono:
(Wilhelm Keitel)
Le macchie di sangue facciale sul cadavere di Keitel erano dovute alla botola troppo piccola, che causò a lui e a molti altri condannati lesioni alla testa, che colpì la botola durante la caduta. Donald E. Wilkes Jr., professore di diritto presso la School of Law della University of Georgia, ha osservato che molti dei nazisti giustiziati sono caduti dalla forca con forza insufficiente per spezzare il collo, provocando una macabra agonia che nel caso di Keitel è durata 24 minuti.
Il cadavere di Keitel venne cremato nel Cimitero Est di Monaco di Baviera, insieme a quelli degli altri imputati; le ceneri vennero poi sparse nel Wenzbach, un piccolo ruscello affluente del fiume Isar, sempre a Monaco di Baviera.

## Pubblicazioni
- Wilhelm Keitel, The memoirs of Field Marshal Wilhelm Keitel, a cura di W. Gorlitz, Cooper Square Press, 2000.

## Nella cultura di massa
Il generale Keitel viene interpretato da Carl Esmond nel film La belva del secolo (1962), da Gabriele Ferzetti nel film Gli ultimi 10 giorni di Hitler (1973), da Frank Fontaine nel film Il processo di Norimberga (2000), da Dieter Mann nel film La caduta - Gli ultimi giorni di Hitler (2004) e da Kenneth Cranham nel film Operazione Valchiria (2008).